# Luís IV de França
Luís IV (10 de setembro de 920 – 30 de setembro de 954), também chamado de Luís de Além-Mar, foi o Rei da Frância Ocidental de 936 até sua morte. Era filho de Carlos III e Edgiva de Wessex.
Afastado do trono desde a morte de seu pai, somente após a morte de Raul resolveu regressar da Inglaterra.
Os domínios próprios do rei restringiram-se, essencialmente, à região de Laon. Ele não tinha autoridade sobre todas as regiões ao sul do Rio Loire, pois quem reinava no sul de França e da Borgonha era Hugo, o Grande, filho de Roberto I de França. Luís IV caiu de cavalo e morreu no dia 30 de setembro de 954, em Reims, e foi enterrado na Abadia de Saint-Remi.

## O contexto político, económico e cultural no Ocidente (primeira metade do século X)

### As principais forças políticas do Ocidente cristão

#### Os reinos anglo-saxões
As Ilhas Britânicas da Alta Idade Média são compostas de muitos pequenos reinos fundados pelos jutos, anglos e saxões (povos da Alemanha do quinto século) em detrimento dos bretões nativos. Estes reinos estão frequentemente em guerra entre si e são atingidos por invasões vikings do final do século VIII.
Em meados do século IX, a fachada sul da Grã-Bretanha é ocupada pelo reino de Wessex e o oeste das Midlands pelo da Mércia, enquanto subsistem os reinos bretães na Cornualha no sudoeste e no País de Gales a oeste. Por outro lado, uma grande parte norte da ilha é ocupada pelos reinos dinamarquês e norueguês das invasões vikings: Five Bourgs, East Anglia, Reino de Jórvík (York), etc.
No final do século IX, Wessex estava entre os outros reinos da Grã-Bretanha, resistindo à investida dos vikings sob os reis Etelredo (865-871) e Alfredo, o Grande (871-899). Graças à sua vitória em Ethandun em 878, Alfredo consegue repelir os invasores no noroeste da Inglaterra, uma região que leva o nome de Danelaw. Quando Alfredo morreu, Wessex se tornou o reino mais poderoso da Inglaterra. Seu sucessor, Eduardo, o Velho (899-924), lutou boa parte de seu reinado contra os vikings (914-920) e assumiu o controle da Mércia: em 920, os reis anglo-saxões e dinamarqueses reconheceram a supremacia. Eduardo casou a sua filha Edgiva com o rei Carlos, o simples.
A 12 de julho de 927 é assinado o Tratado de Paz de Penrith, no qual os soberanos britânicos (Ealdred I de Bernicie, Constantino II (Rei da Escócia) e Owen de Strathclyde) reconhecem-se e aproximam-se: é o ato de nascimento da Inglaterra unificada. No entanto, a paz não dura mais do que 934, Etelstano lidera uma expedição à Escócia para lembrar Constantine, rei dos escoceses.

#### A Francia Oriental "germânica"

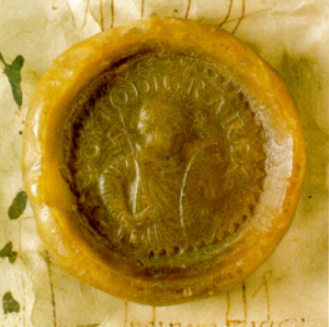
Selo de Otão I (v.936)

Em 843, na época da divisão de Verdun, o reino oriental se tornou a herança devida a Luís, o germânico (o Império Carolíngio estava desintegrado). Finalmente em 881, a Francia orientalis cai perante um dos filhos de Luís, Carlos, o Gordo, que será o último soberano a unir os três reinos (Francia Ocidental, Lotaríngia e Francia Oriental) durante um curto período de três anos. Os grandes da Germânia depuseram Carlos, incapaz e doente, em 887 e elegem Arnulfo da Caríntia. O reinado de Arnulfo (888-899) é marcado pelo desejo de formar laços de amizade com os governantes vizinhos e especialmente para manter a unidade do Reino.
Sob o seu sucessor Luís, a Criança (899-911), testemunha-se pela primeira vez uma aliança entre Igreja e Estado através de Hato I, Arcebispo de Mainz e Conrado da Francônia. Este último, depois de ter sido associado ao governo real, foi eleito rei de Francia Oriental (911-918). O seu reinado é constantemente enfraquecido pelas invasões húngaras, que, pelo contrário, reforçam o poder dos duques (cujo papel é defender as fronteiras do reino). Precisamente, o duque da Saxónia Henrique subiu ao trono em 919, apesar da oposição dos duques da Baviera e da Suábia. O poder destes dois ducados contamina uma boa parte do reino do soberano que teve de finalmente negociar com eles. Por outro lado, Henrique impõe-se efetivamente contra o rei da Boémia, os dinamarqueses e especialmente os húngaros (933).
Seu filho Otão, que lhe sucedeu em 936, queria restaurar a autoridade e até nomear os duques à frente de cada principado: por exemplo, na Saxónia, ele instala a Casa de Billung. O soberano sofre uma revolta em Lotaríngia (953) por parte de seu filho Ludolfo e seu genro Conrado. A notoriedade de Otão espalhar-se-á por todo o Ocidente quando finalmente submete os húngaros em Lechfeld (955).

#### Os Reinos da Borgonha, Provença e Itália
Desde 860, a borgonha é governada pela dinastia Rodolfiana e com a morte de Carlos, o Gordo (888), Rodolfo I (888-911) é coroado rei da Borgonha.
Mais ao sul, outro reino se desenvolve, o da Provença organizado em torno de Arles e Vienne. As suas origens estão na revolta do Conde Bosão (879), que assumiu o poder pela força após a desintegração do poder carolíngio. Na realidade, apenas seu filho Luís terá o direito de reinar (a partir de 890) já que ele descende pela mãe dos carolíngios. Luís é apoiado por Arnulfo para lutar contra Rodolfo de Borgonha.
Em 899, o rei da Itália, Lamberto de Spoleto, e o rei da Alemanha, Arnulfo, acabam de morrer, deixando o caminho aberto ao conde Berengário de Friuli, para tomar o poder. Diante deste usurpador, a aristocracia romana apela a Luís III para que ele se coroasse rei de Itália e imperador (901). Cansada da violência de Berengário, a aristocracia romana apela para um novo homem forte: Rodolfo II da Borgonha (923). Mas alguns anos depois, Hugo d'Arles conseguiu derrotar o rei da Borgonha em 926 com o apoio de Roma. Enfraquecido, Rodolfp teve de submeter-se ao rei Henrique I e Hugo se torna de fato o único mestre da Itália até 947.
Durante a década de 930, a dinastia borgonhesa dos Rodolfianos fortaleceu-se, mas teve de se submeter ao rei da Alemanha. Em 937, Rodolfo II morre, e seu filho Conrado III sucede-lhe durante uma década. De acordo com Otão e provavelmente com Luis IV da França, Conrado III se apoderou da Provença seguindo o acordo de Visé assinado pelos três soberanos (942). Durante a década de 950, o poder dos rodolfos começou a enfraquecer e Conrado III gradualmente perdeu o controle de suas áreas periféricas (condado de Provença e condado da Borgonha).

## Biografia

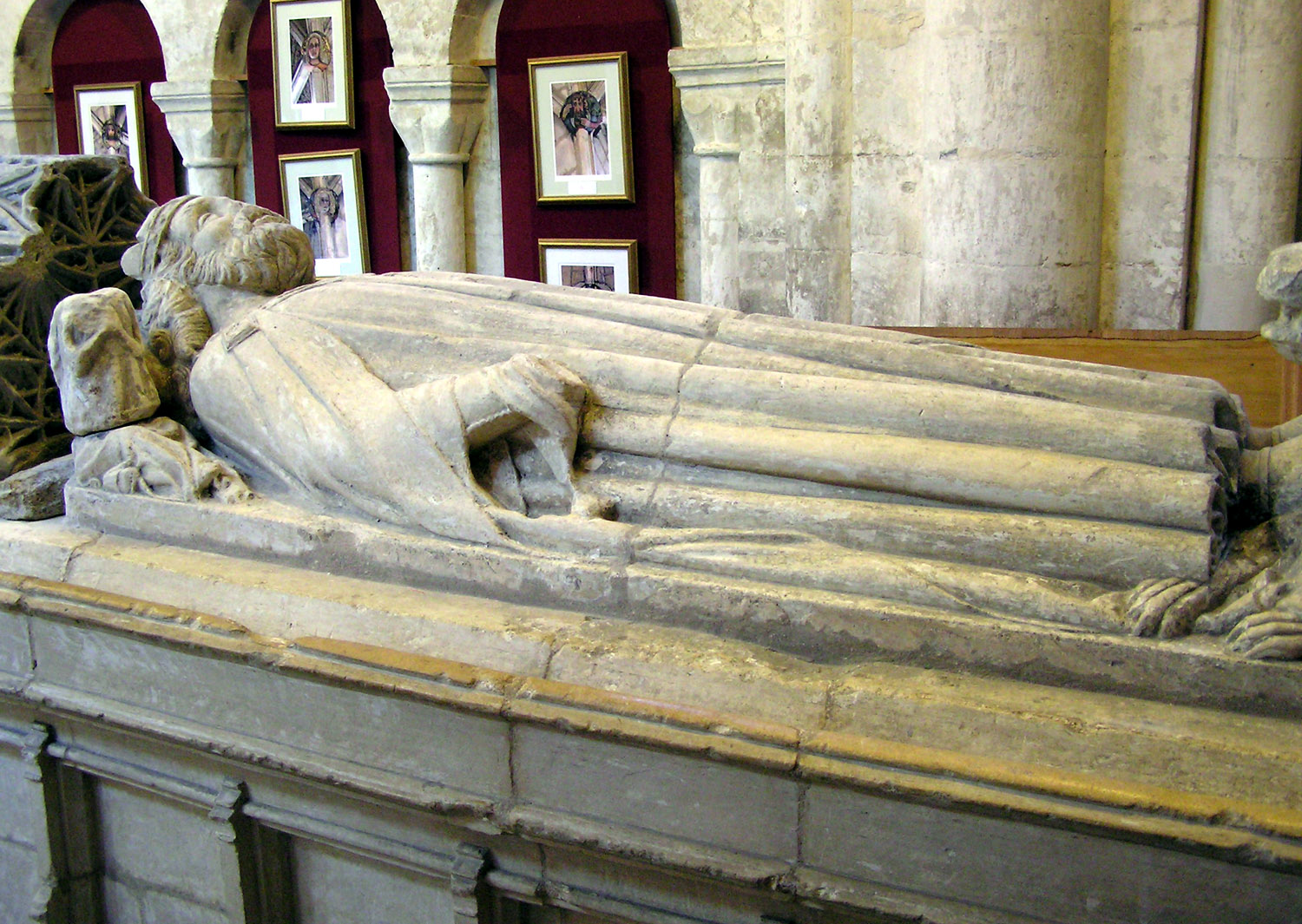
Monumento funerário do rei Etelstano (tio de Luís IV) na Abadia de Malmesbury

Carlos, o Simples retorna à França, após exílio na Lotaríngia, para recuperar o poder perdido. O seu exército, apoiado por um contingente lotaríngico e forças flamengas, encontra-se com Roberto I em Soissons em junho de 923. Segundo o monge Richer de Reims, Roberto é morto durante a batalha pelo conde Fulbert outros historiadores, pela própria mão de Carlos. Este último fugiu, e os grandes senhores de Francia elegeram para o trono Raul de Borgonha, em Soissons a 13 de julho de 923.
Durante o verão, Carlos foi capturado por Herberto II de Vermandois, enquanto Henrique I aproveitou a oportunidade para tomar a Lotaringia e dar a sua filha Gerberga da Germânia em casamento ao duque Gisleberto (928).
O rei caído Carlos, morreu em humilhação em Péronne a 7 de outubro de 929 e foi imediatamente enterrado na igreja de Saint-Fursy desta cidade. A 15 de janeiro de 936, Raul sucumbe à doença em Auxerre e é enterrado em Sainte-Colombe de Sens.

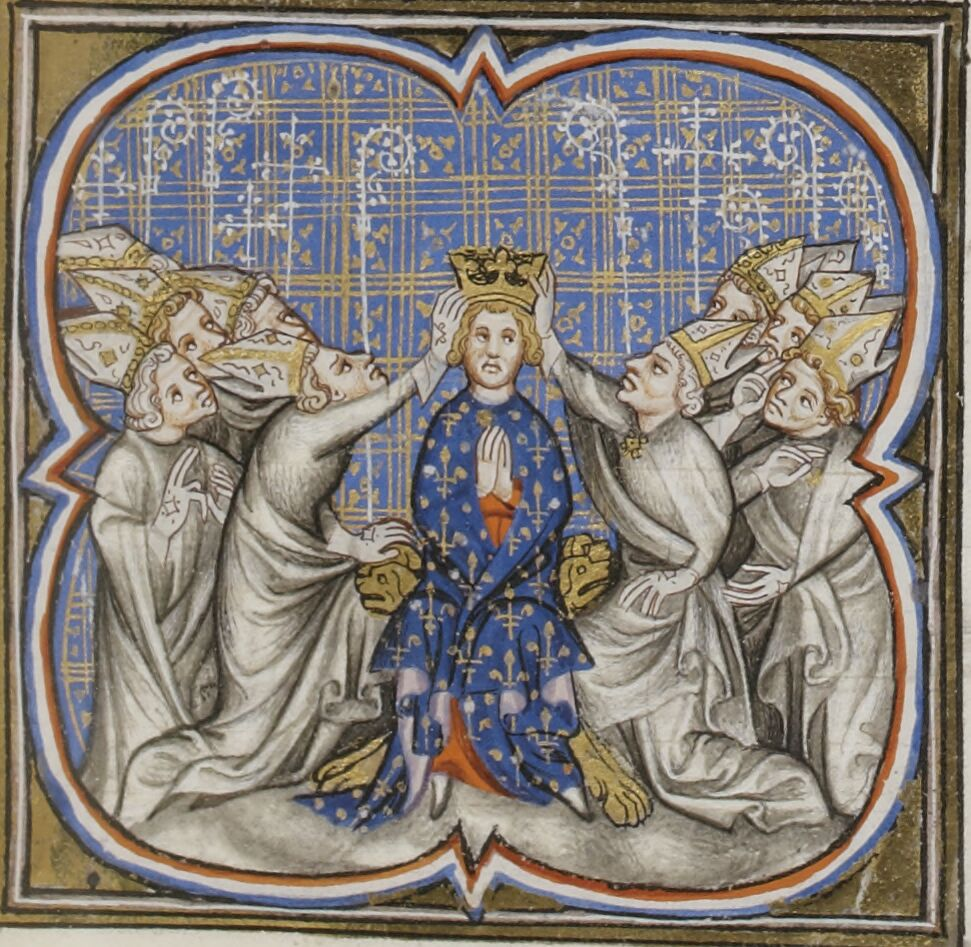
Coroação de Luís IV

O novo suberano é coroado e consagrado pelo Arcebispo Artaud de Reims no domingo, 19 de junho de 936, provavelmente na Abadia de Notre-Dame e Saint-Jean de Laon, talvez a pedido de Luís, uma vez que se trata de um local-símbolo carolíngio investido desde 905 por seu pai Carlos e que ele pode ter nascido nesta cidade.
Em 936, o Marquês de Nêustria é capaz de obter supremacia sobre o Reino. O seu poder está sob duas formas: o título extraordinário de Dux Francorum ("Duque dos Francos") que Luís IV definiu sucessivamente de três formas (em 936, 943 e 954) e um poder sobre a Nêustria que faz de Hugo um verdadeiro princeps ("príncipe territorial").
Em 937, Luis IV confia mais em seu chanceler Artaud, o arcebispo de Reims, Hugo, o negro e Guilherme III da Aquiânia, que se dão mal com Hugo, o Grande.
Em 939, o duque Gisleberto da Lotaringia, então revoltado contra o rei da Germânia Otão I, ofereceu-lhe o reinado; Luis Ultramarinho recebe a homenagem da aristocracia de Verdun a caminho de Aix-la-Chapelle.
Durante o ano de 940, os invasores entram na cidade de Reims, de onde o arcebispo Artaud é expulso a favor de Hugo de Vermandois.
Em 941, o exército real, que tentava se opor à invasão otoniana, foi cortado em pedaços e Artaud ficou sujeito aos príncipes. Doravante, o rei Luís está isolado do único bem que restava: a cidade de Laon. O rei da Germânia considera que o rei dos francos está suficientemente reduzido para oferecer-lhe uma reconciliação com o duque dos francos e o conde de Vermandois: Otão é o novo árbitro do Ocidente.
A 17 de dezembro de 942, o conde dos normandos Guilherme Longa-Espada foi assassinado em Picquigny pelos homens de Arnoul de Flandres e a 23 de fevereiro de 943, Herberto II de Vermandois morreu de morte natural. O primeiro deixa um jovem herdeiro, Ricardo I, com uma dúzia de anos, e o segundo quatro filhos adultos. Luís de Além-mar aproveitou estes problemas para entrar em Rouen, receber a homenagem de uma parte da aristocracia normanda e oferecer a sua proteção ao novo conde com a ajuda de Hugo, o Grande. A tutela da Normandia é confiada a seu fiel Herluin, o conde de Montreuil também vassalo de Hugo, enquanto o rei apanha a pessoa do conde que ele leva a Laon e ao castelo de Coucy. Em Vermandois, o rei também levanta a cabeça porque recebe a Saint-Crépin de Soissons depois de compartilhar o domínio de Vermandois entre Eudo (Condado de Amiens), Herberto III (Condado de Castle-Thierry), Roberto (Condado de Meaux) e Alberto (Condado de Saint-Quentin). Este último promete a sua fidelidade ao rei e a abadia Saint-Crépin de Soissons é finalmente entregue a Reinaldo de Roucy. Enquanto isso, em 943, durante as homenagens prestadas ao rei, Hugo, o Grande, novamente obtém do soberano, o ducatus Franciæ (Ducado de Francia), bem como o poder sobre a Burgonha.
Durante o verão de 945, o rei Luis foi para a Normandia após o apelo de seu fiel Herluin, que foi vítima de uma grave revolta. Enquanto os dois homens estão andando, eles são emboscados perto de Bayeux. O seu companheiro Herluin é assassinado, mas o soberano consegue fugir para Rouen; ele é finalmente capturado pelos normandos, provavelmente manipulados pelo duque dos francos. Os sequestradores exigem que a rainha Gerberga entregue seus filhos Carlos e Lotário como reféns para a libertação de Luís IV. A soberana cede apenas Carlos, o mais novo, e o bispo Gui de Soissons (e talvez também o de Beauvais) toma o lugar de seu filho Lotário. Como seu pai, Luis IV é mantido em cativeiro, e depois entregue a Hugo. Sob suas ordens, o rei é guardado pelo conde de Tours Teobaldo I de Blois durante vários meses. A emboscada e a captura do soberano provavelmente foram patrocinadas por Hugo, o Grande, que quer demitir permanentemente um rei que estava a escapar-lhe.
Hugo é o único a decidir se deseja deixar Luis IV. Em troca da libertação do soberano, ele exigiu receber a cidade de Laon, que ele confiou ao seu vassalo Thibaud. A realeza carolíngia está no fundo do abismo, não controla nada e não tem nada. Em junho de 946, um diploma real intitulado com otimismo "décimo primeiro ano do reinado de Luis quando ele havia recuperado a Francia". Este diploma é o primeiro texto oficial que identifica o único reino ocidental dos francos. Esta menção é consistente com o fato de que o título de rei dos francos, levantado em 911 por Carlos III, o Simples, foi subsequentemente reivindicado continuamente pelos reis do reino ocidental do Tratado de Verdun, incluindo os não-carolíngios. Entre os reis do Oriente, às vezes chamados reis dos alemães, essa afirmação será episódica e desaparecerá no século XI.

### Sob o corte Otoniana (946-954)

#### O julgamento de Hugo, o Grande (948-949)
O poderoso vizinho da Germânia não está satisfeito com o fortalecimento do poder de Hugo, o Grande. O duque dos francos não deve monopolizar toda a França, mas respeitar a divisão de poderes. Em 946, Otão I e Conrado III da Borgonha levantam um exército que tenta tomar Laon, e depois Senlis. Eles penetram juntos em Reims com um considerável exército. O arcebispo Hugo de Vermandois fugiu e Artaud foi reintegrado após seis anos de exclusão: "Roberto, arcebispo de Trier, e Frederico, arcebispo de Mainz, tomam-no pela mão" (Flodoard). Poucos meses depois, o rei Luis livre junta-se a eles contra Hugo, o Grande, e seus aliados, que combatem na Batalha de Rougemare. Na primavera de 947, Luis e sua esposa Gerberga, enquanto passavam as férias da Páscoa em Aachen, casa de Otão, pedem ajuda contra Hugo, o Grande.
Entre o final do ano de 947 e o final do ano de 948, quatro sínodos imperiais foram ocupados por Otão entre o Mosa e o Reno para resolver o destino da sede arquiepiscopal de Reims e de Hugo, o Grande. Uma dessas reuniões é a de Ingelheim (junho de 948), durante a qual estiveram presentes o legado apostólico, trinta prelados germânicos e borgonheses e finalmente Artaud e seu sufragâneo de Laon, entre o clero da Francia. Luis de Além-mar, com a permissão de Otão, expõe as suas queixas contra Hugo, o Grande, aparentemente em saxão, para ser entendido pelo soberano germânico. Mantêm-se os atos que finalmente decidem: "Que ninguém ouse, no futuro, atacar o poder real ou desonrá-lo traiçoeiramente por um ataque pérfido. Decidimos que Hugo, invasor e sequestrador do rei Luís, será atingido pela espada da excomunhão, a menos que se apresente dentro dos limites de tempo fixados no conselho e que não se emende satisfazendo sua perversidade."
Mas o duque dos francos, desconsiderando a sentença, devastou Soissons, propriedade de Reims, e profanou dezenas de igrejas. Por sua parte, seu vassalo e parente Thibaud de Blois, que acaba de se casar com Liutgarda, filha de Herberto II de Vermandois, construiu uma fortaleza em Montaigu (em Laonnois) para insultar o rei, e apreender o senhorio de Coucy (terras de Reims). O Sínodo de Trier (setembro de 948) decide excomungá-los. Gui de Soissons, que havia ordenado a Hugo de Vermandois, arrepender-se, enquanto Thibaud d'Amiens e Yves de Senlis, ambos consagrados por Hugo, são excomungados. O rei, com a ajuda de Arnoul, expulsa Thibaud do cerco de Amiens e Raimbaud consagra a seu lugar (949).

#### O retorno do equilíbrio
O último etapa da emancipação de Luis mostra que seu reinado não foi totalmente negativo. Em 949, o rei entrou em Laon, onde, por ordem de Hugo o Grande, Thibaud de Blois entregou a torre alguns meses depois. O soberano recomeçou, em detrimento dos vassalos de Herberto, o castelo de Corbeny que seu pai dera a Saint-Remi de Reims e, de passagem, autorizou o arcebispo Artaud a cunhar moeda na sua cidade. Em 950, o soberano e o duque se reconciliam definitivamente. Com a morte de Hugo, o negro (952), Hugo, o Grande, tomou a Borgonha. Luís, agora aliado de Arnulfo da Flandres e de Alberto de Vermandois, exerce uma autoridade real na Francia ocidental a norte do Loire. Ele ainda recebe a fidelidade de Liétald II de Mâcon e de Carlos-Constantino de Viena. Luis e seu filho Lotario são os últimos reis a se apresentarem a sul do Loire em muito tempo.

Por volta de 951, o rei fica gravemente doente durante uma estada em Auvergne e decide associar ao trono o jovem Lotário, com cerca de dez anos de idade. Durante esta estadia, ele recebe a homenagem do bispo Étienne da família dos Viscondes de Clermont. O rei está se recuperando graças à ajuda de sua esposa, a rainha Gerberga. Esta último tem um papel determinante durante o reinado de seu marido. Ela deu-lhe sete filhos, incluindo o herdeiro Lotário, Matilde, que vai se casar em 964 com Conrado III da Borgonha, e finalmente Carlos, que será feito duque da Baixa-Lorena por Otão II (977).

Território de Luís IV em 947.

#### A morte do rei e a lenda do lobo
- No final do verão do ano de 954, Luís IV cavalga com seus companheiros na estrada que liga Laon a Reims. Enquanto ele atravessa a floresta de Voas (perto de sua casa em Corbeny), ele vê um lobo que ele tenta perseguir. Flodoard, a quem devemos esses detalhes, explica que o rei caiu do cavalo. Ele foi levado às pressas para Reims e morreu de seus ferimentos. Para o cânone de Reims, o lobo que o soberano estava tentando caçar não era um animal, mas uma criatura fantástica, uma intervenção divina sobrenatural.

## Relações familiares
Filho de Carlos III de França e de Edgiva de Wessex. Casou em 939 com Gerberga da Saxônia (914 — 5 de maio de 959), viúva de Gilberto de Lotaringia, duque da Lorena (ou Lotaríngia), e filha do rei Henrique I da Germânia "o Passarinheiro" e de Matilde de Ringelheim (ca. 895 — 14 de Março de 968), com quem teve:
1. Lotário de França (941 — 986) casou com Ema de Itália (ca. 948 — ?);
2. Matilde de França (943 — 27 de janeiro de 992), foi uma rainha da Borgonha pelo casamento com Conrado I da Borgonha (ca. 925 — 19 de outubro de 993), cognominado "o Pacífico", foi rei da Borgonha de 937 a 993.[25][26]
3. Carlos da Baixa Lorena, duque da Baixa Lorena (953 — 12 de junho de 991) casou com Inês de Vermandois (ca. 953 — ?), filha de Roberto de Vermandois.